# Rubén Marcos
Rubén Marcos Peralta (6 de desembre de 1942 - 14 d'agost de 2006) fou un futbolista xilè.

## Selecció de Xile
Va formar part de l'equip xilè a la Copa del Món de 1966.

## Palmarès
- Primera División de Chile: (5)
  - 1962, 1964, 1965, 1967, 1969
- Torneig Metropolitano: (2)
  - 1968, 1969
- Copa Francisco Candelori: (1)
  - 1969